# Chefna
La Chefna est un petit ruisseau de Belgique, affluent de l'Amblève, donc sous-affluent de la Meuse par l'Ourthe

## Géographie
Jadis nommé Forchon, il prend sa source près de la Croix Wathy, à l'extrémité occidentale de la Vecquée, et se jette dans l'Amblève aux Fonds de Quareux. Il coule parallèlement au Ninglinspo deux kilomètres et demi au sud de ce dernier.
Il passe à Ville-au-Bois (appelé aussi parfois Chefna) puis descend à travers bois et clairières sur 4,5 km vers le hameau de Quareux pour se jeter dans l'Amblève en amont des Fonds de Quareux, passant d'une altitude 500 m à une altitude 185 m. Ce ruisseau marque la limite entre les communes d'Aywaille et de Stoumont et jadis entre le duché de Luxembourg et la principauté de Stavelot-Malmedy. Il constituait aussi la limite sud de la Porallée.
Il est balisé par le sentier de grande randonnée (GR 571).
Le Chefna est accessible en transports publics depuis l'arrêt Nonceveux-Quareux (bus 42a).